# توماس بي. مانويل
توماس بي. مانويل (بالإنجليزية: Thomas B. Manuel)‏ هو سياسي أمريكي، ولد في 1898، وتوفي في 1987.